# تينزولين
 تينزولين (بالإنجليزية: TINZOULINE) هي جماعة قروية تابعة لإقليم زاكورة ضمن جهة درعة تافيلالت بالمغرب. بلغ مجموع عدد سكان تينزولين  حسب إحصاءات 2024 حوالي 14650 نسمة يعيشون في 2109 أسرة.

## إحصاء عام
| السنة | عدد السكان | عدد الأسر | عدد الأجانب |
| ----- | ---------- | --------- | ----------- |
| 1994  | 12264      | 1234      | °°°°        |
| 2004  | 13462      | 1453      | 0           |
| 2024  | 14650      | 2109      |             |